# Масонский храм Детройта
Масонский храм Детройта является самым крупным масонским храмом в мире. Расположен храм на Cass Corridor в Детройте, Штат Мичиган, в 500 Temple Street. Здание служит домом для различных масонских организаций, таких как Суверенный колледж Йоркского устава Северной Америки. Здание содержит множество помещений для общественных организаций. В нём расположены три театра, три бальных и банкетных зала, и гимнастический зал (размеры которого 160 на 100 футов (49 м × 30 м)). Рекреационные объекты включают в себя бассейн, площадку для гандбола, тренажерный зал, боулинг и бильярдный зал. В нём также располагаются многочисленные помещения лож, офисы, столовые, а также часть комнат относятся к отелю, из 80 номеров. В здании расположен храм членов парамасонской благотворительной организации Shriners. Однако, эти помещения не находятся в работоспособном состоянии в данный момент. Архитектор Джордж Д. Мейсон задумывал проект здания, что-бы в нём располагались масонский храмовый театр, площадки для концертов, где проходили бы бродвейские шоу и другие специальные мероприятия связанные с театральным районом Детройта.
Масонский храм Детройта был разработан в неоготическом стиле, в строительстве которого было использовано большое количество известняка. Здание для проведения ритуалов имеет 16 этажей, высотою в 210 футов (64 метра). В нём находится 1037 помещений.

## История
Масонская храмовая ассоциация была зарегистрирована в Детройте в 1894 году. Она переехала в свой первый храм, на Бульвар Лафайета, на Первую улицу, в 1896 году. Когда ассоциация разрослась на весь квартал, она приобрела землю на улице Бэгг (ныне Храмовое авеню), чтобы построить новый храм, который будет также включать общественный театр. Сбор средств на строительство здания принёс около 2,5 млн долларов. Эта сумма была собрана в День благодарения в 1920 году. Закладка краеугольного камня прошла 19 сентября 1922 года. Во время закладки был использован исторический шпатель, который использовал Джордж Вашингтон, когда закладывал краеугольный камень Капитолия в Вашингтоне, округ Колумбия. Строительство здания было окончено в День благодарения в 1926 году.
Подковообразный зрительный зал изначально был рассчитан на 5000 человек. Из-за плохой линии видимости вдоль стен, почти 600 мест были удалены (или никогда не использовались), а общее количество мест уменьшилось до 4404.
Масонский храм Детройта был включён в Национальный реестр исторических мест США в 1980 году, и является частью исторического района Касс Парк, который был создан в 2005 году.
В апреле 2013 года здание было выкуплено с долгом в 152 000 $, причитающихся Wayne County. Этот долг был погашен в мае 2013 года, а в июне 2013 года было внесено ещё 142 000 $ певцом Джеком Уайтом, уроженцем Детройта, известным по своему участию в The White Stripes. Он хотел помочь храму, поскольку когда-то руководство детройтского храма помогло его матери в момент крайней необходимости: ей дали возможность выступать в театре, когда она нуждалась в средствах и искала работу. В благодарность за пожертвование сделанное Джеком Уайтом на Масонский храм Детройта ассоциация переименовала Храм Шотландского устава в Театр Джека Уайт.

## Архитектура здания
Масонский храм Детройта стал самым большим масонским храмом в мире в 1939 году, когда Масонский храм Чикаго был разрушен. Большой зал является вторым по размерам в Соединенных Штатах, и имеет размеры: в ширину — 100 футов, и в глубину (за занавесом) — 55 футов.
Большой комплекс включает в себя 16-этажное 210-футовое (64 м) ритуальное здание, соединённое с 10-этажным крылом, где располагается парамасонская благотворительная организация Shrine, широко известная, как Shriners, с 7-этажным Auditorium Building. В промежутке между этими помещениями расположен на 1586 мест Храм Шотландского устава, а 17 500 квадратных футов (1630 м2) занимает гимнастический зал в котором проходят выставки и конвенции. Гимнастический зал также является домом для «Detroit Derby Girls». Гимнастический зала имеет плавающий пол, где весь пол укладывается войлочными подушками. Этот тип конструкции, также известный как подрессоренной этаж, обеспечивает давление на пол, что позволяет облегчить проведение показов и выступлений.
Два бальных зала «Crystal Ballroom» и «Fountain Ballroom», расположены на 17 264 квадратных футах (1,603.9 м2) и вмещают до 1000 человек. Существует также незаконченный театр, который расположен в верхнем этаже башни, в котором около 700 мест.
Есть семь помещений для проведения собраний масонских символических лож. Все помещения выполнены в разных дизайнерских решениях. Мотивы декора выполнены в египетском, дорическом, ионическом, коринфском, итальянского ренессанса, византийском, готическом и романском стилях. По всему зданию расположены произведения искусств, особенно украшение потолков, которое было сделано под руководством итальянских мастеров. Существуют также храмы Королевской арки и Тамплиеров.
Храм Шотландского устава может одновременно вместить до 1600 человек. Его размеры: 64 фута в длину и 37 футов в ширину.
Архитектор Джордж Д. Мейсон разработал проект театра, который имеет размеры: 55 футов в ширину и 100 футов в длину. Масонский храм Детройта был разработан в неоготическом стиле, и выполнен из индианского известняка.
Большая часть работ из камня, гипса и металла, в интерьере здания, была разработана и выполнена скульптором-архитектором Коррадо Пардуччи. Три фигуры над главным входом были выполнены Лео Фридлендером, в то время как остальная часть скульптур, на внешней стороне здания, была выполнена Биллом Герке.

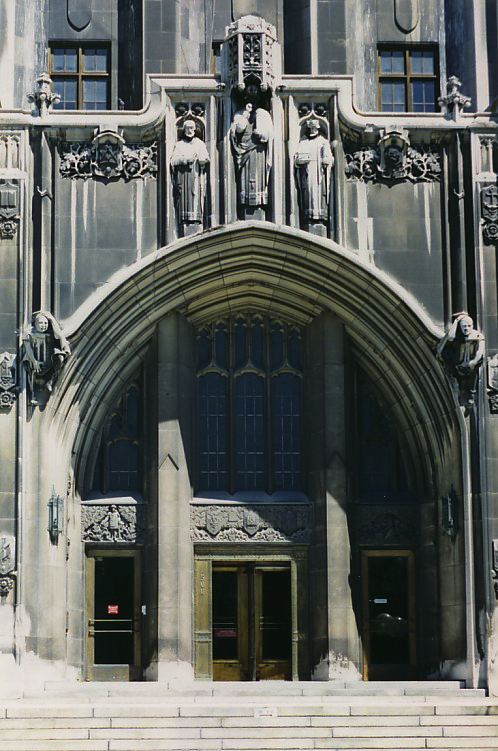
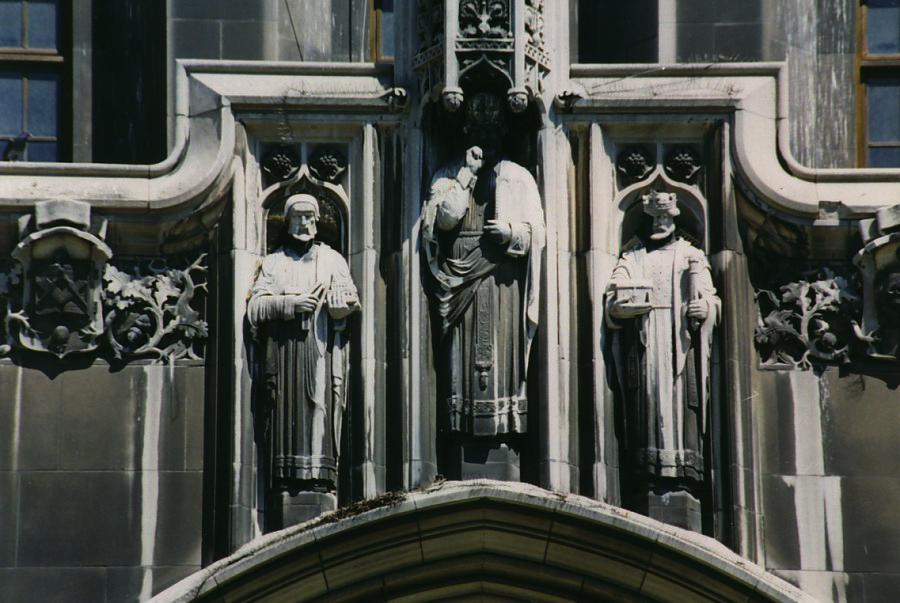
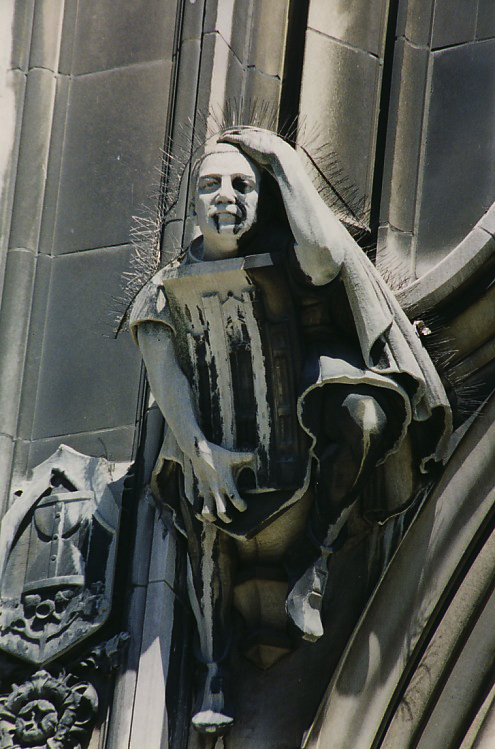
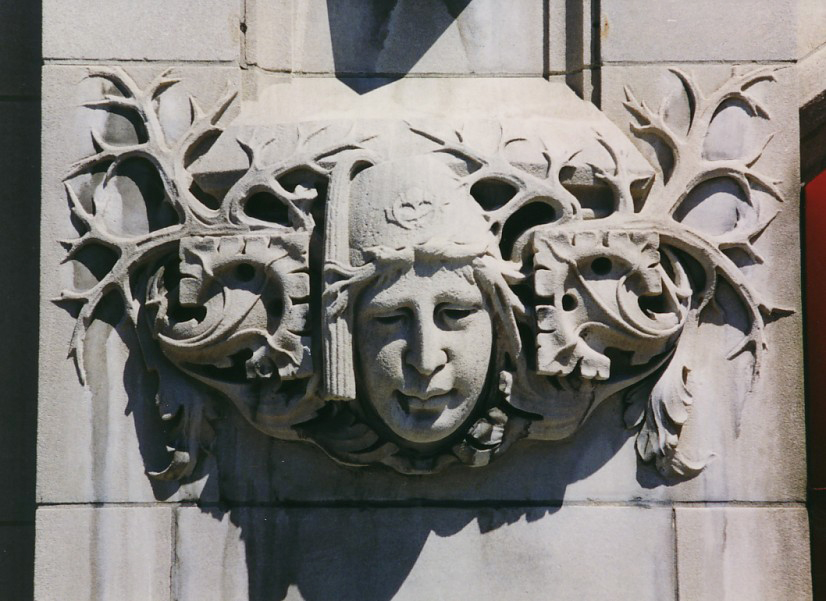